# Paolo Bortolon
Paolo Bortolon (Treviso, 1º aprile 1968) è un ex cestista italiano.

## Carriera
Cresce cestisticamente nelle giovanili della Benetton Treviso, facendo anche qualche apparizione in prima squadra prima di avere esperienze, entrambe in B1, alla Pallacanestro Ferrara e all'Andrea Costa Imola, club di cui Bortolon diventerà giocatore storico qualche anno più tardi. Ritorna quindi alla Benetton, per poi scendere nuovamente in B1 questa volta a Cagliari dove è il miglior realizzatore del campionato con i suoi 24,1 punti di media.
Dal 1991 in poi Bortolon veste i colori biancorossi dell'Andrea Costa Imola, diventando un beniamino del pubblico. È infatti tra gli artefici principali della prima storica promozione della compagine romagnola in A2, ottenuta al termine della stagione 1994-95, stagione in cui è anche miglior marcatore con 22,1 punti di media. Ma dopo tre anni la squadra festeggia un'ulteriore promozione che segna l'assoluto debutto imolese nella massima serie: tuttavia la nuova avventura in A1 di Bortolon continua per un solo anno, poiché decide di ritirarsi dall'attività agonistica all'età di 31 anni.